# سحليات الأذرع
عظائيات الأذرع (الاسم العلمي: Brachiosauridae) (من الاغريقية: βραχίων = brachion = ذراع، sauros = عظاءة) وهي فصيلة أو فرع حيوي لديناصورات صوروبودا عاشبة رباعية الأرجل. لدى عظائيات الأذرع رقاب طويلة تمكنهم من الوصول إلى أوراق الأشجار العالية التي لم يكن بمقدور الصربوديات الأخرى الوصول إليها. بالإضافة، أن لديها أسنان سميكة على شكل ملعقة ساعدتهم على استهلاك النباتات القاسية بكفاءة أكبر من الصربوديات الأخرى. وقد اتسمت أيضا ببعض السمات الفريدة أو المشتركة؛ فلديها فقرات ظهرية مع قضبان وعظم الإسك بسويقة عانة قصيرة.